# Сан-Марино на літніх Олімпійських іграх 2012
Сан-Марино на літніх Олімпійських іграх 2012 взяло участь утринадцяте. Країну представляли 4 спортсмени у 4 видах спорту.

## Результати змагань

### Стрільба з лука
Сан-Марино надали вайлдкард для участі в Олімпіаді.
| Спортсмен      | Змагання               | Кваліфікація | Кваліфікація | 1/64                   | 1/32            | 1/16            | Чвертьфінали    | Півфінали       | Фінал / BM      | Фінал / BM      |
| Спортсмен      | Змагання               | Очки         | Seed         | Суперник Очки          | Суперник Очки   | Суперник Очки   | Суперник Очки   | Суперник Очки   | Суперник Очки   | Місце           |
| -------------- | ---------------------- | ------------ | ------------ | ---------------------- | --------------- | --------------- | --------------- | --------------- | --------------- | --------------- |
| Емануеле Ґуїді | Індивідуальна першість | 589          | 64           | Ім Д-г (KOR) (1) L 0-6 | Не пройшов далі | Не пройшов далі | Не пройшов далі | Не пройшов далі | Не пройшов далі | Не пройшов далі |

### Легка атлетика
Жінки
| Спортсмен        | Змагання     | Heat      | Heat  | Чвертьфінал     | Чвертьфінал     | Півфінал        | Півфінал        | Фінал           | Фінал           |
| Спортсмен        | Змагання     | Результат | Місце | Результат       | Місце           | Результат       | Місце           | Результат       | Місце           |
| ---------------- | ------------ | --------- | ----- | --------------- | --------------- | --------------- | --------------- | --------------- | --------------- |
| Мартіна Претеллі | Біг на 100 м | 12.41     | 3     | Не пройшла далі | Не пройшла далі | Не пройшла далі | Не пройшла далі | Не пройшла далі | Не пройшла далі |

### Стрільба
Від Сан-Марино кваліфікувалась одна спортсменка на лімпійські ігри у змаганнях з трапу.
Жінки
| Спортсмен          | Змагання | Кваліфікація | Кваліфікація | Фінал    | Фінал |
| Спортсмен          | Змагання | Очки         | Місце        | Очки     | Місце |
| ------------------ | -------- | ------------ | ------------ | -------- | ----- |
| Алессандра Періллі | Трап     | 71           | 5 Q          | 93 S/O 1 | 4     |

### Плавання
Жінки
| Спортсмен   | Змагання             | Heat  | Heat  | Півфінал        | Півфінал        | Фінал           | Фінал           |
| Спортсмен   | Змагання             | Час   | Місце | Час             | Місце           | Час             | Місце           |
| ----------- | -------------------- | ----- | ----- | --------------- | --------------- | --------------- | --------------- |
| Клелія Тіні | 100 м вільним стилем | 58.29 | 38    | Не пройшла далі | Не пройшла далі | Не пройшла далі | Не пройшла далі |